# The Stray – Der Racheengel
The Stray – Der Racheengel, auch bekannt als Die Maske des Bösen ist ein US-amerikanischer Thriller von Kevin Mock aus dem Jahr 2000.

## Handlung
Kate Grayson, die Erbin eines Großvermögens, führt ein Restaurant. Sie versucht, den kürzlichen Tod ihres Vaters zu verkraften. 
Kate fährt den Obdachlosen Gil Draper an. Sie nimmt ihn zu sich in ihr Haus. Kate und Gil freunden sich an.
Kates Ehemann Ben, ein Polizist, wird eifersüchtig. Er beobachtet Gil und findet heraus, dass dieser böse Absichten hat.

## Kritiken
In der Besprechung des Lexikons des internationalen Films schrieben die Kritiker, der Thriller verzichte auf „veräußerlichte Actionattribute“, beinhalte aber Gewalttätigkeiten.
Prisma kritisiert: „Ein Durchschnittsthriller von der Stange. Die Story ist ein alter Hut, die Charaktere sind wohlbekannt, und die Regie blendet nicht gerade mit brillanten Einfällen“ und urteilt „Wer nichts Besonderes erwartet, kann sich immerhin auf mittelmäßigem Niveau unterhalten lassen.“